# Таємний план (фільм)
Таємний план (англ. Hidden Agenda) — канадський трилер 2001 року.

## Сюжет
Колишній агент ФБР Джейсон Прайс тепер працює у власному агентстві безпеки, займаючись приховуванням свідків, яким загрожує небезпека. Вся інформація про клієнтів Прайса міститься в неймовірно складній і заплутаній комп'ютерній системі, яку він сам розробив. Одного разу Прайса про допомогу просить Пол Елкерт, бухгалтер великого боса мафії, у якого він вкрав велику суму грошей. Прайс погоджується заховати його за пристойну винагороду, але він навіть не підозрює, що по його сліду вирушає дуже досвідчений найманий вбивця.

## У ролях
| Актор               | Роль                       |
| ------------------- | -------------------------- |
| Дольф Лундгрен      | Джейсон Прайс              |
| Максим Рой          | Рене Брукс                 |
| Бриджитт Пакетт     | Конні Гленн                |
| Тед Віттелл         | Сонні Матіс                |
| Серж Уд             | Пол Елкерт                 |
| Алан Фоусет         | Сем Таргенсон              |
| Френсіс З. МакКарті | заступник директора Пауелл |
| Гаррі Стандджофскі  | Кевін                      |
| Крістіан Пол        | Чарлі Редіссон             |
| Андреас Апергіс     | Борис Йоескі               |
| Джефф Холл          | Вінсент Моретті            |
| Кес Анвар           | агент МакКумб              |
| Лінн Едамс          | прокурор                   |
| Алан Легрос         | Джеррі                     |